# Jimin
Đây là một tên người Triều Tiên, họ là Park.
Park Ji-min (tiếng Hàn: 박지민; sinh ngày 13 tháng 10 năm 1995), thường được biết đến với nghệ danh Jimin, là một nam ca sĩ, nhạc sĩ và vũ công người Hàn Quốc. Anh là thành viên của nhóm nhạc nam Hàn Quốc BTS.
Jimin phát hành 3 bài hát solo với tư cách là thành viên của BTS: "Lie" vào năm 2016, "Serendipity" vào năm 2017 và "Filter" vào năm 2020, tất cả đều ra mắt trên bảng xếp hạng Gaon Digital Chart của Hàn Quốc. Năm 2018, anh phát hành bài hát solo đầu tay "Promise" do anh đồng sáng tác. Anh thể hiện nhạc phim cho bộ phim truyền hình Blues nơi đảo xanh của tvN vào năm 2022 trong bài hát "With You" hợp tác với Ha Sung-woon. Jimin phát hành album solo đầu tay của anh ấy, Face vào năm 2023. Album ra mắt ở vị trí số 1 tại Hàn Quốc và Nhật Bản, và vị trí thứ hai tại Hoa Kỳ, trong khi đĩa đơn thứ hai, "Like Crazy" đạt thành tích xuất sắc khi ra mắt ở vị trí số 1 bảng xếp hạng Billboard Hot 100. Anh ấy là nghệ sĩ solo Hàn Quốc có thứ hạng cao nhất mọi thời đại trên bảng xếp hạng Billboard 200 và là người đầu tiên đứng đầu Hot 100.

## Tiểu sử
Jimin sinh ngày 13 tháng 10 năm 1995 tại Geumjeong-gu, Busan, Hàn Quốc. Anh là con cả trong gia đình và có 1 em trai. Khi còn nhỏ, anh theo học tại Trường Tiểu học Hodong và Trường Trung học Yonsan ở Busan. Trong thời gian học cấp 2, anh theo học tại Học viện Just Dance và học nhảy popping và locking. Trước khi trở thành thực tập sinh, Jimin học múa đương đại tại Trường Trung học Nghệ thuật Hanlim và là học sinh dẫn đầu khoa múa đương đại. Sau khi được giáo viên tại trường khuyến khích anh nên thử giọng cho một công ty giải trí, điều này dẫn đến việc anh gia nhập Big Hit Entertainment. Sau khi vượt qua buổi thử giọng được tổ chức tại Busan vào năm 2012, anh chuyển đến Trường Trung học Nghệ thuật Hàn Quốc và tốt nghiệp vào năm 2014.
Jimin tốt nghiệp Đại học Global Cyber chuyên ngành Phát thanh và Giải trí vào tháng 8 năm 2020. Năm 2021, anh tham gia khóa học Thạc sĩ Quản trị Kinh doanh (MBA) tại Đại học Hanyang Cyber chuyên ngành Quảng cáo và Truyền thông.

## Sự nghiệp

### 2013–nay: BTS

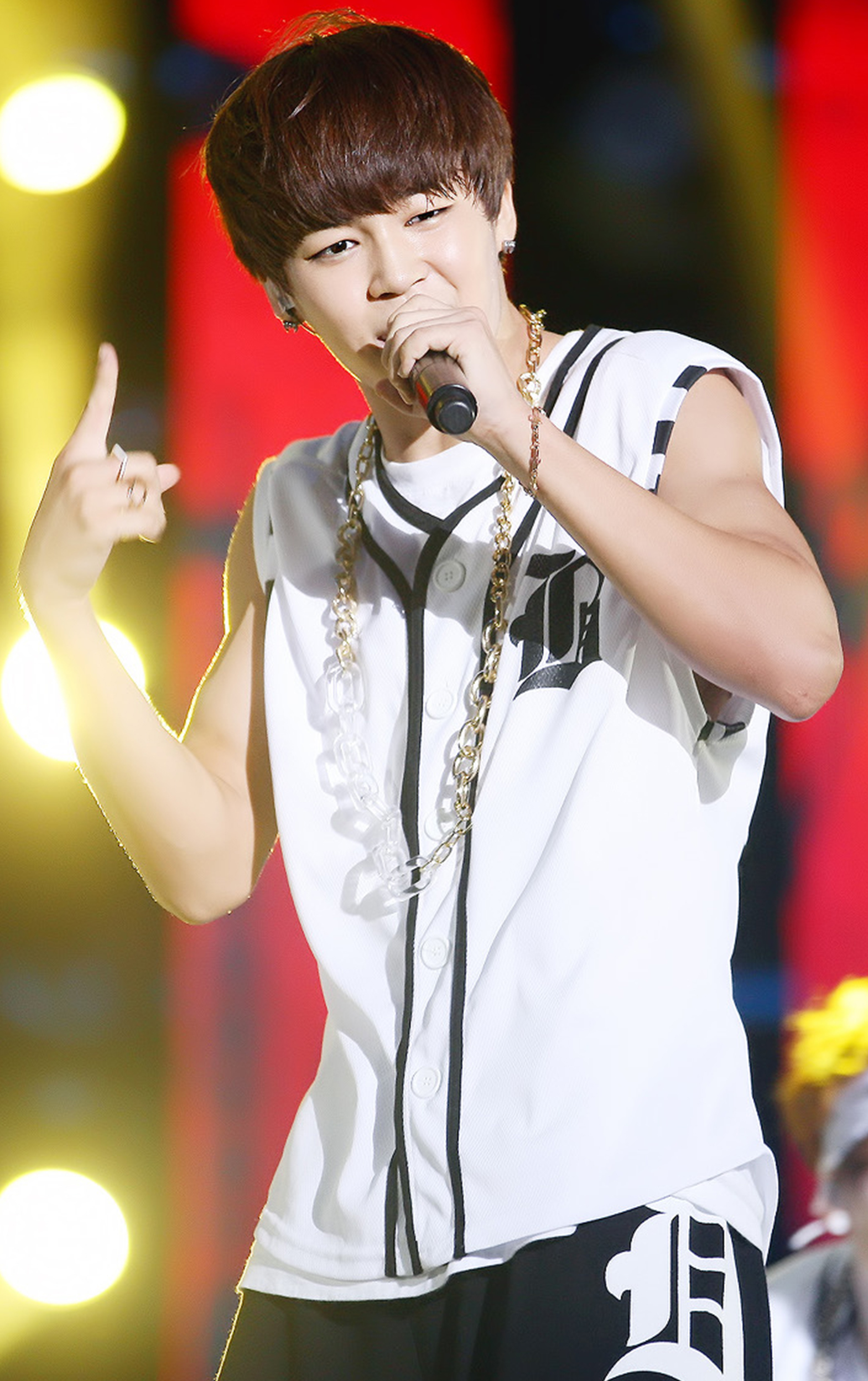
Jimin biểu diễn tại Incheon Sky Festival vào tháng 9 năm 2013

Jimin ra mắt với tư cách là thành viên của BTS vào ngày 13 tháng 6 năm 2013. Với tư cách là thành viên của nhóm, anh phát hành 3 bài hát solo: "Lie", "Serendipity" và "Filter". "Lie" được phát hành vào năm 2016 trong album phòng thu tiếng Hàn thứ hai Wings của nhóm. Sản phẩm được mô tả là tuyệt đẹp và ấn tượng, truyền tải những cảm xúc và sắc thái tăm tối có thể giúp phản ánh khái niệm tổng thể của album. Ngược lại, "Serendipity" được phát hành trong mini album Love Yourself: Her (2017), đây là một bài hát êm dịu và đầy rung cảm, làm bừng sáng niềm vui và giãi bày những cảm xúc mới chớm nở trong tình yêu. "Filter" từ album phòng thu Map of the Soul: 7 của nhóm vào năm 2020 có nhiều điểm khác biệt so với các bài hát trước đây cùng sự tinh tế và ca từ theo phong cách latin pop, phản ánh những khía cạnh khác nhau của bản thân mà Jimin thể hiện với thế giới và những người xung quanh.
"Serendipity" và "Lie" đều vượt hơn 50 triệu lượt phát trực tuyến trên Spotify vào năm 2018, phiên bản đầy đủ của "Lie" từ album tổng hợp Love Yourself: Answer (2018) của BTS sau đó cũng đạt được cột mốc này vào đầu năm 2019. Với thành tích này, Jimin đã thiết lập thêm kỷ lục mới với tư cách là nghệ sĩ Hàn Quốc duy nhất sở hữu 3 bài hát solo tích lũy được hơn 50 triệu lượt phát trực tuyến cho mỗi sản phẩm cũng như vượt qua kỷ lục của Psy, người từng là nghệ sĩ Hàn Quốc duy nhất tích lũy được hơn 50 triệu lượt phát trực tuyến với "Gangnam Style" (2012) và "Gentleman" (2013). Cả 2 sản phẩm này cũng là các bài hát solo duy nhất của một thành viên BTS được Official Chart Company vinh danh trên bảng xếp hạng top 20 bài hát của BTS có lượt phát trực tuyến cao nhất tại Vương quốc Anh tính đến tháng 10 năm 2018, lần lượt đạt vị trí số 17 và 19. Tháng 4 năm 2019, danh sách này được mở rộng thành top 40 và cả 2 bài hát lần lượt đạt vị trí số 18 và 20, cao nhất trong số 5 bài hát solo được phát hành vào cùng năm.
Tháng 5 năm 2019, Jimin trở thành thành viên đầu tiên của BTS sở hữu video âm nhạc solo đạt 100 triệu lượt xem trên YouTube với "Serendipity". Đây là video âm nhạc thứ 19 của BTS đạt được cột mốc này. Anh còn là thành viên duy nhất của BTS sở hữu nhiều bài hát solo nhất theo bản cập nhật tháng 1 năm 2020 của Official Chart cho bảng xếp hạng top 40. "Lie" và "Serendipity" là những bài hát solo có lượt phát trực tuyến cao thứ 2 và thứ 3, lần lượt đạt vị trí số 24 và 29, xếp sau "Euphoria" của Jungkook ở vị trí số 19. Phiên bản đầy đủ của "Serendipity" ra mắt ở vị trí số 38, xếp sau "Intro: Boy Meets Evil" của J-Hope ở vị trí số 35 nhưng trước "Trivia: Seesaw" của Suga ở vị trí số 39. Tháng 2, "Filter" thiết lập kỷ lục về lượt phát trực tuyến cao nhất trong số tất cả các bài hát tiếng Hàn trên Spotify với hơn 2,2 triệu lượt phát trực tuyến trong 24 giờ đầu tiên phát hành và tiếp tục trở thành bài hát solo tiếng Hàn nhanh nhất trong lịch sử của nền tảng vượt hơn 20–60 triệu lượt phát trực tuyến. Đây còn là bài hát solo đầu tiên và duy nhất của BTS được đề cử trong hạng mục Bài hát của năm tại Gaon Chart Music Awards. Tháng 3 năm 2021, "Filter" trở thành bài hát thứ 15 của BTS dành trọn 1 năm trên bảng xếp hạng World Digital Song Sales của Billboard. Đây là bài hát tiếng Hàn được phát hành vào năm 2020 trụ hạng lâu nhất trên bảng xếp hạng; trải qua 80 tuần trên bảng xếp hạng kể từ ấn bản ngày 9 tháng 10 năm 2021.

### 2014–nay: Sản phẩm solo

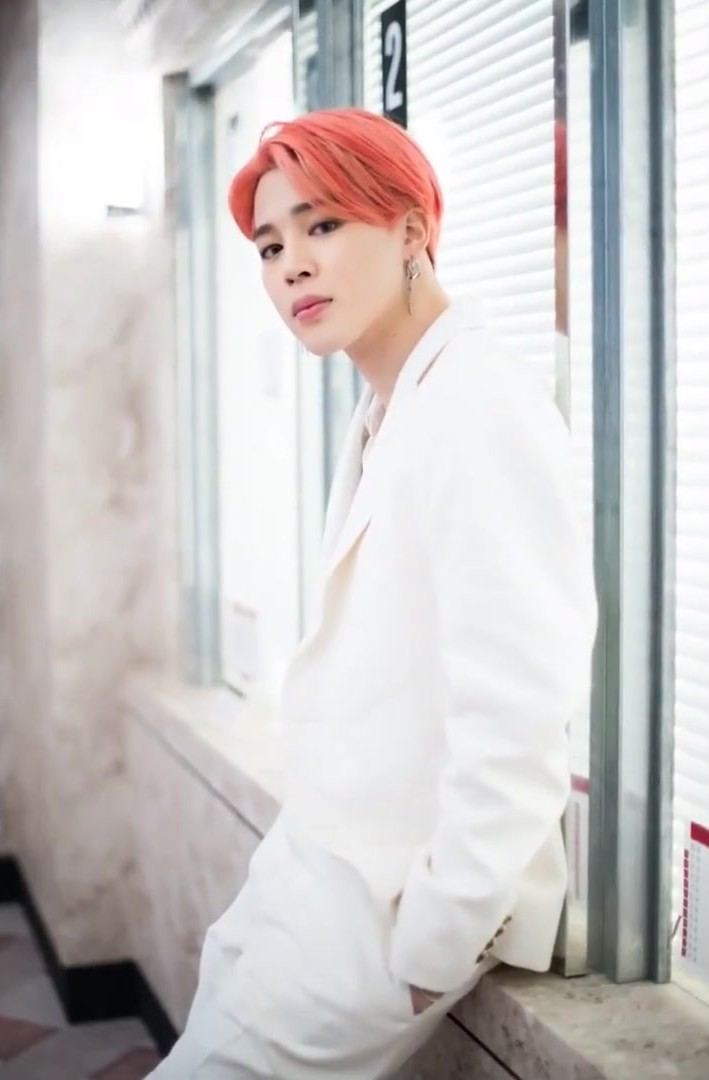
Jimin tại buổi ghi hình video âm nhạc "Boy with Luv" vào tháng 3 năm 2019

Năm 2014, Jimin hợp tác với Jungkook trong bài hát "Christmas Day", một phiên bản tiếng Hàn từ "Mistletoe" của Justin Bieber; lời bài hát tiếng Hàn được viết bởi Jimin. Cả hai tiếp tục hợp tác vào năm 2017 cho bản cover bài hát "We Don't Talk Anymore" (2016) của Charlie Puth với Jimin thể hiện phân đoạn của Selena Gomez, nữ ca sĩ góp giọng trong phiên bản gốc với Charlie Puth. Jungkook trước đây từng phát hành phiên bản solo của bài hát vào tháng 2 cùng năm và cả hai đã chuẩn bị bản song ca như một món quà đặc biệt dành cho người hâm mộ của nhóm, bài hát được phát hành vào ngày 2 tháng 6 nhân dịp kỷ niệm 4 năm ra mắt của BTS. Nhận xét về sự thể hiện của Jimin trong bài hát, tờ Teen Vogue cho rằng "việc bổ sung giọng hát của Jimin vào phiên bản mix đã khiến cho phần biểu diễn trở nên đáng yêu hơn". Tạp chí Flare của Canada cũng khen ngợi phần biểu diễn của anh rằng, "...không có ý xúc phạm, Selena—thành thật mà nói thì bài hát có phần xuất sắc hơn phiên bản gốc". Elite Daily mô tả bài hát cover là "không gì ngoài sự hoàn mỹ".
Jimin tham gia các chương trình thực tế như Hello Counselor, Please Take Care of My Refrigerator và God's Workplace vào năm 2016. Anh còn đảm nhận vai trò người dẫn chương trình đặc biệt trên các chương trình âm nhạc như Show! Music Core và M Countdown. Tháng 12, anh hợp tác với Taemin của Shinee trong một buổi biểu diễn tại KBS Song Festival.
Ngày 30 tháng 12 năm 2018, Jimin lần đầu tiên phát hành bài hát solo ngoài album của BTS, "Promise", miễn phí trên trang SoundCloud của BTS. Ngày 3 tháng 1 năm 2019, nền tảng thông báo rằng "Promise" đã vượt qua kỷ lục được thiết lập bởi "Duppy Freestyle" của Drake cho lần ra mắt đĩa đơn có doanh số cao nhất trong 24 giờ từ trước đến nay. Được tạp chí Billboard mô tả là một bản "pop ballad êm dịu", bài hát được sáng tác bởi Jimin và đồng sản xuất bởi nhà sản xuất Slow Rabbit của Big Hit với lời bài hát được viết bởi Jimin và RM. Ngày 24 tháng 12 năm 2020, Jimin phát hành bài hát solo thứ hai "Christmas Love", một bài hát kể về những kỷ niệm thời thơ ấu của anh về các buổi lễ. Năm 2022, anh hợp tác với Ha Sung-woon trong bài hát "With You" được phát hành vào ngày 24 tháng 4 cho bộ phim truyền hình Blues nơi đảo xanh của tvN.
Tháng 1 năm 2023, Jimin hợp tác với Taeyang trong đĩa đơn "Vibe" do anh đồng sáng tác. Sản phẩm được phát hành vào ngày 13 tháng 1, đây là dự án solo chính thức đầu tiên của anh kể từ khi BTS thông báo họ sẽ tập trung vào hoạt động cá nhân vào tháng 6 năm 2022. Đĩa đơn đã giúp Jimin lần đầu tiên lọt vào bảng xếp hạng Billboard Hot 100 với tư cách nghệ sĩ solo, ở vị trí thứ 76 . Cuối tháng 1, anh trở thành đại sứ thương hiệu toàn cầu cho hãng thời trang cao cấp Dior. Đầu tháng 3, anh được công bố là đại sứ thương hiệu toàn cầu cho Tiffany & Co. "Promise" và "Christmas Love" đã được đăng tải trên các nền tảng phát trực tuyến trên toàn thế giới dưới dạng đĩa đơn chính thức dưới tên của Jimin vào ngày 6 tháng 3. Album solo đầu tay của anh ấy Face được phát hành vào ngày 24 tháng 3. Album ra mắt ở vị trí số 1 tại Hàn Quốc và Nhật Bản, và vị trí thứ hai tại Hoa Kỳ, đưa Jimin trở thành nghệ sĩ solo Hàn Quốc có thứ hạng cao nhất mọi thời đại trên bảng xếp hạng Billboard 200. Hai đĩa đơn của album, "Set Me Free Pt. 2" và "Like Crazy", được phát hành lần lượt vào ngày 17 và 24 tháng 3, cả hai bài hát đều lọt vào Billboard Hot 100: "Set Me Free Pt. 2" ra mắt ở vị trí thứ 30, trong khi đó "Like Crazy" ra mắt ở vị trí số 1, đưa Jimin trở thành nghệ sĩ solo Hàn Quốc đầu tiên trong lịch sử đứng đầu bảng xếp hạng Billboard Hot 100.

## Phong cách nghệ thuật

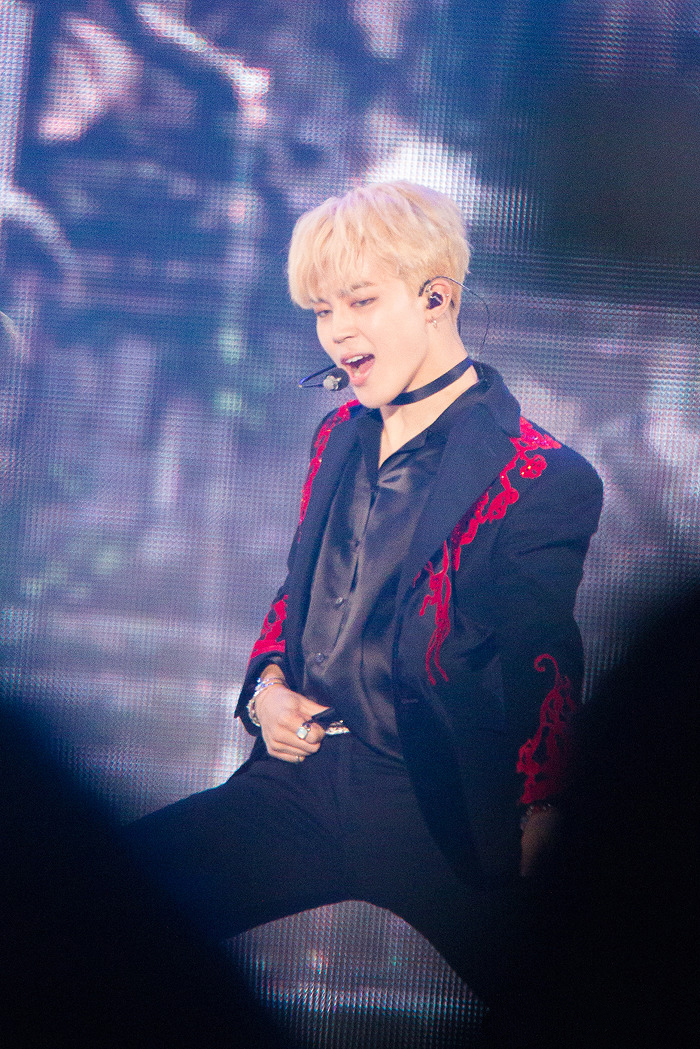
Jimin biểu diễn "Blood Sweat & Tears" tại Melon Music Awards vào năm 2016

Giọng hát của Jimin được mô tả là tinh tế và ngọt ngào. Anh được xem là một vũ công xuất sắc trong số các thành viên của nhóm và trong K-pop nói chung. Noelle Devoe của tờ Elite Daily cho biết anh thường xuyên nhận được lời khen ngợi vì "những động tác mượt mà và thanh lịch" cũng như sự quyến rũ của mình trên sân khấu. Trong bộ phim tài liệu Burn the Stage của BTS, Jimin cho biết anh nghĩ mình là một người cầu toàn và ngay cả những sai lầm nhỏ nhất trên sân khấu cũng có thể khiến anh cảm thấy tội lỗi và căng thẳng.
Anh cũng đề cập đến nam ca sĩ Rain là một trong những nguồn cảm hứng âm nhạc của anh và đó là lý do mà anh mong muốn trở thành một ca sĩ và nghệ sĩ biểu diễn.

## Tác động và ảnh hưởng
Theo cuộc khảo sát do Gallup Korea thực hiện, Jimin được chọn ở vị trí số 14 cho thần tượng được yêu thích nhất năm 2016. Anh được chọn ở vị trí số 7 vào năm 2017 trước khi liên tiếp đạt vị trí số 1 vào năm 2018 và 2019. Jimin là thần tượng duy nhất dẫn đầu cuộc khảo sát trong 2 năm liên tiếp. Năm 2018, Jimin được chọn ở vị trí số 9 cho người nổi tiếng được tweet nhiều nhất trên Twitter và vị trí số 8 cho nghệ sĩ được tweet nhiều nhất trên toàn cầu. Anh được The Guardian vinh danh ở vị trí số 17 cho thành viên nhóm nhạc nam xuất sắc nhất trong lịch sử. Từ tháng 1 đến tháng 5 năm 2018, Jimin được Peeper x Billboard Awards vinh danh hàng tháng cho giải Nghệ sĩ K-pop hàng đầu. Peeper x Billboard là một sự hợp tác giữa ứng dụng truyền thông mạng xã hội Peeper và Billboard Korea, thu thập phiếu bầu của người hâm mộ cho nghệ sĩ K-pop yêu thích của họ và công bố người đoạt giải hàng tháng. Giải thưởng này sau đó được quyên góp cho tổ chức từ thiện UNICEF dưới tên của anh.
Năm 2018, Jimin được Tổng thống Hàn Quốc trao tặng Huân chương Văn hóa với các thành viên khác của BTS nhờ những đóng góp của nhóm trong việc truyền bá văn hóa Hàn Quốc. Năm 2019, anh được Hiệp hội Bảo tồn Văn hóa trao tặng kỷ niệm chương vì thể hiện điệu múa quạt buchaechum truyền thống của Hàn Quốc tại Melon Music Awards năm 2018 cũng như góp phần truyền bá điệu nhảy ra ngoài Hàn Quốc. Tháng 7 năm 2021, anh được Tổng thống Moon Jae-in bổ nhiệm làm Đặc phái viên của Tổng thống về Thế hệ Tương lai và Văn hóa với các thành viên khác của BTS nhằm "nâng cao nhận thức về chương trình nghị sự toàn cầu, tăng trưởng bền vững và củng cố sức mạnh ngoại giao của các quốc gia trên toàn cầu". Tính đến tháng 12 năm 2021, Jimin là thần tượng đầu tiên dẫn đầu bảng xếp hạng danh tiếng thương hiệu cá nhân cho thành viên của nhóm nhạc thần tượng nam trong 34 tháng liên tiếp.

## Đời tư
Kể từ năm 2018, Jimin sống tại Hannam-dong, Seoul, Hàn Quốc với các thành viên cùng nhóm. Tháng 6 năm 2021, anh mua một ngôi nhà sang trọng trị giá 5,3 triệu USD tại Hannam-dong.

### Sức khỏe
Trong hành trình lưu diễn The Wings Tour vào năm 2017, Jimin phải ngồi trên ghế biểu diễn trong một số buổi hòa nhạc do bị chuột rút ở vùng cổ và vai. Một sự cố tương tự cũng xảy ra vào năm sau; Big Hit cho biết anh "bị đau cơ dữ dội ở vùng cổ và lưng" và vì vậy, anh không thể xuất hiện với các thành viên trên The Graham Norton Show.

## Hoạt động khác

### Từ thiện
Kể từ năm 2016 đến 2018, Jimin hỗ trợ học sinh tốt nghiệp Trường Tiểu học Busan Hodong mà anh từng theo học ở Busan bằng cách trang trải chi phí đồng phục. Sau khi tin tức về việc đóng cửa của trường được công bố, anh quyên góp đồng phục học sinh mùa hè và mùa đông tại trường cấp 3 cho học sinh cuối cấp và tặng album có chữ ký cho toàn thể học sinh. Đầu năm 2019, Jimin quyên góp 100 triệu KRW (khoảng 88.000 USD) cho Văn phòng Giáo dục thành phố Busan nhằm hỗ trợ cho sinh viên có thu nhập thấp. Trong khoản quyên góp, 30 triệu KRW (khoảng 23.000 USD) được chuyển đến ngôi trường cũ của anh là Trường Trung học Nghệ thuật Busan. Tháng 7 năm 2020, Jimin quyên góp thêm 100 triệu KRW cho Tổ chức Giáo dục Tương lai Jeonnam nhằm thành lập quỹ học bổng cho sinh viên tài năng, nhưng gặp khó khăn về tài chính từ tỉnh Jeolla Nam. Tháng 7 năm 2021, Jimin quyên góp 100 triệu KRW cho Rotary International nhằm giúp đỡ bệnh nhân bại liệt. Cũng tương tự như các khoản quyên góp trước đây, hoạt động quyên góp của anh được thực hiện theo một cách riêng tư, nhưng tin tức đã được công bố vào tháng 9 khi Go-seong Rotary Club trưng bày biểu ngữ cảm ơn anh vì các khoản quyên góp. Ngày 12 tháng 10 năm 2021, Jimin được công bố là thành viên của Green Noble Club, một câu lạc bộ bao gồm các nhà tài trợ lớn đã quyên góp từ 100 triệu KRW trở lên cho Green Umbrella Child Fund Korea. Tháng 2 năm 2023, Jimin quyên góp 100 triệu KRW thông qua Ủy ban UNICEF Hàn Quốc để cứu trợ khẩn cấp cho trẻ em bị ảnh hưởng bởi trận động đất Thổ Nhĩ Kỳ–Syria. Tháng 3 năm 2023 ,Jimin tiếp tục quyên góp 100 triệu won cho 10 cơ sở giáo dục bao gồm trường học và thư viện cho Văn phòng Giáo dục tỉnh Chungbuk.

## Danh sách đĩa nhạc

### Album phòng thu
| Tên  | Chi tiết album | Thứ hạng cao nhất | Thứ hạng cao nhất | Thứ hạng cao nhất | Thứ hạng cao nhất | Thứ hạng cao nhất | Thứ hạng cao nhất | Thứ hạng cao nhất | Thứ hạng cao nhất | Thứ hạng cao nhất | Thứ hạng cao nhất | Doanh số                                      | Chứng nhận     |
| ---- | --- | ----------------- | ----------------- | ----------------- | ----------------- | ----------------- | ----------------- | ----------------- | ----------------- | ----------------- | ----------------- | --------------------------------------------- | -------------- |
| Tên  | Chi tiết album | KOR               | CAN               | GER               | ITA               | JPN               | JPN Hot           | NLD               | NZ                | US                | US World          | Doanh số                                      | Chứng nhận     |
| Face | - Phát hành: 24 tháng 3 năm 2023 - Đơn vị phát hành: BIGHIT MUSIC - Định dạng: CD, tải xuống kỹ thuật số, phát trực tuyến | 1                 | 10                | 7                 | 29                | 1                 | 1                 | 35                | 8                 | 2                 | 1                 | - KOR: 1,573,886 - JPN: 246,374 - US: 196,000 | RIAJ: Platinum |

### Bài hát được xếp hạng
| Tên | Năm               | Vị trí cao nhất   | Vị trí cao nhất   | Vị trí cao nhất   | Vị trí cao nhất   | Vị trí cao nhất   | Vị trí cao nhất   | Vị trí cao nhất   | Vị trí cao nhất   | Vị trí cao nhất   | Vị trí cao nhất   | Doanh số                    | Album              |
| Tên | Năm               | CAN               | FRA Dig.          | HUN               | NZ                | SCT               | KOR               | KOR               | UK                | US                | US World          | Doanh số                    | Album              |
| Tên | Năm               | CAN               | FRA Dig.          | HUN               | NZ                | SCT               | Gaon              | Hot 100           | UK                | US                | US World          | Doanh số                    | Album              |
| Như nghệ sĩ chính                                                                                      | Như nghệ sĩ chính | Như nghệ sĩ chính | Như nghệ sĩ chính | Như nghệ sĩ chính | Như nghệ sĩ chính | Như nghệ sĩ chính | Như nghệ sĩ chính | Như nghệ sĩ chính | Như nghệ sĩ chính | Như nghệ sĩ chính | Như nghệ sĩ chính | Như nghệ sĩ chính           | Như nghệ sĩ chính  |
| --- | ----------------- | ----------------- | ----------------- | ----------------- | ----------------- | ----------------- | ----------------- | ----------------- | ----------------- | ----------------- | ----------------- | --------------------------- | ------------------ |
| "Lie"                                                                                                  | 2016              | —                 | —                 | —                 | —                 | —                 | 19                | —                 | —                 | —                 | 3                 | - KOR: 114,691              | Wings              |
| "Intro: Serendipity"                                                                                   | 2017              | —                 | 93                | 19                | —                 | 78                | 18                | 7                 | —                 | —                 | 2                 | - KOR: 114,128 - US: 10,000 | Love Yourself: Her |
| "Filter"                                                                                               | 2020              | 88                | —                 | 6                 | —                 | 46                | 15                | 9                 | 100               | 87                | 3                 | - US: 17,000                | Map of the Soul: 7 |
| "—" biểu thị cho bản phát hành không ra mắt trên bảng xếp hạng hoặc không được phát hành ở khu vực đó. |                   |                   |                   |                   |                   |                   |                   |                   |                   |                   |                   |                             |                    |

### Bài hát khác
| Năm  | Tên                                               | Định dạng                       | Ghi chú                                                               | Nguồn   |
| ---- | ------------------------------------------------- | ------------------------------- | --------------------------------------------------------------------- | ------- |
| 2014 | "95 Graduation" bởi Jimin & V                     | Tải kỹ thuật số phát trực tuyến | Bài hát tốt nghiệp của 2 thành viên BTS                               | [ 108 ] |
| 2014 | "Christmas Day" bởi Jimin & Jungkook              | Tải kỹ thuật số phát trực tuyến | Bản cover tiếng Hàn của "Mistletoe" bởi Justin Bieber                 | [ 29 ]  |
| 2017 | "We Don't Talk Anymore Pt.2" bởi Jimin & Jungkook | Tải kỹ thuật số phát trực tuyến | Bản cover của "We Don't Talk Anymore" bởi Charlie Puth & Selena Gomez | [ 30 ]  |
| 2018 | "Promise" (약속; Yaksok)                          | Tải kỹ thuật số phát trực tuyến | —                                                                     | [ 38 ]  |
| 2020 | "Christmas Love"                                  | Tải kỹ thuật số phát trực tuyến | —                                                                     | [ 42 ]  |
| 2022 | "With you" bởi Jimin & Ha Sungwoon                | Tải kỹ thuật số phát trực tuyến | 우리들의 블루스 (Our Blues) OST part 4                                |         |

### Sáng tác
Tất cả các thông tin của bài hát đều được trích từ cơ sở dữ liệu của Hiệp hội Bản quyền Âm nhạc Hàn Quốc.
| Năm  | Nghệ sĩ          | Album                                    | Bài hát                     |
| ---- | ---------------- | ---------------------------------------- | --------------------------- |
| 2013 | BTS              | 2 Cool 4 Skool                           | "Outro: Circle Room Cypher" |
| 2014 | Jimin & Jungkook | Đĩa đơn không có trong album             | "Christmas Day"             |
| 2015 | BTS              | The Most Beautiful Moment in Life, Pt. 1 | "Boyz with Fun"             |
| 2016 | BTS              | Wings                                    | "Lie"                       |
| 2018 | Jimin            | Đĩa đơn không có trong album             | "Promise"                   |
| 2020 | BTS              | Map of the Soul: 7                       | "Friends"                   |
| 2020 | BTS              | Đĩa đơn không có trong album             | "In the Soop"               |
| 2020 | BTS              | Be                                       | "Dis-ease"                  |
| 2020 | Jimin            | Đĩa đơn không có trong album             | "Christmas Love"            |

## Danh sách phim

### Đoạn giới thiệu và phim ngắn
| Năm  | Tên                  | Thời lượng | Đạo diễn                              | Nguồn   |
| ---- | -------------------- | ---------- | ------------------------------------- | ------- |
| 2016 | "Lie #2"             | 2:33       | Yong-seok Choi (Lumpens)              | [ 110 ] |
| 2017 | "Intro: Serendipity" | 2:31       | Yong-seok Choi & Won-ju Lee (Lumpens) | [ 111 ] |

### Dẫn chương trình
| Năm  | Tên              | Kênh | Ghi chú         | Nguồn   |
| ---- | ---------------- | ---- | --------------- | ------- |
| 2016 | Show! Music Core | MBC  | với Jungkook    | [ 35 ]  |
| 2016 | M Countdown      | Mnet | với Jin         | [ 112 ] |
| 2017 | M Countdown      | Mnet | với RM & J-Hope | [ 36 ]  |

## Chương trình âm nhạc

#### M Countdown
| Năm  | Ngày       | Bài hát            |
| ---- | ---------- | ------------------ |
| 2023 | 23 tháng 3 | "Set Me Free Pt.2" |
| 2023 | 30 tháng 3 | "Like Crazy"       |
| 2023 | 6 tháng 4  | "Like Crazy"       |

#### Music Bank
| Năm  | Ngày       | Bài hát      |
| ---- | ---------- | ------------ |
| 2023 | 31 tháng 3 | "Like Crazy" |
| 2023 | 7 tháng 4  | "Like Crazy" |